# Вшестуди (Мјелњик)
Вшестуди (чеш. Všestudy) је насељено мјесто са административним статусом сеоске општине (чеш. obec) у округу Мјелњик, у Средњочешком крају, Чешка Република.

## Становништво
Према подацима о броју становника из 2014. године насеље је имало 347 становника.